# Igor Tsjislenko
Igor Tsjislenko (Russisch: Игорь Численко) (Moskou, 4 januari 1939 –  aldaar, 22 september 1994) was een profvoetballer uit de Sovjet-Unie.

## Biografie
Tsjislenko speelde nagenoeg zijn hele carrière voor Dinamo Moskou. Hiermee won hij twee keer de landstitel en één keer de beker.
Hij speelde ook voor het nationale elftal en nam met de Sovjet-Unie deel aan het WK 1962 en WK 1966. In 1962 scoorde hij een van de 4 doelpunten in de 4-4 tegen Colombia. In de kwartfinale maakte hij de gelijkmaker tegen Chili, maar slechts enkele minuten later kwam het gastland van het WK terug op voorsprong. In 1964 nam hij met zijn land ook deel aan het EK en bereikte de finale tegen Spanje, die echter verloren werd. Op het WK 1966 maakte hij de winnende goal tegen Italië en scoorde hij ook in de kwartfinale tegen Hongarije. In de halve finale tegen West-Duitsland werd hij net voor de rust van het veld gestuurd na een overtreding.